# Corcovado Petaca
Corcovado Petaca är en ort i Mexiko.   Den ligger i kommunen San Pedro Pochutla och delstaten Oaxaca, i den sydöstra delen av landet, 500 km sydost om huvudstaden Mexico City. Corcovado Petaca ligger 141 meter över havet och antalet invånare är 420.
Terrängen runt Corcovado Petaca är varierad, och sluttar söderut. Runt Corcovado Petaca är det ganska tätbefolkat, med 86 invånare per kvadratkilometer. Närmaste större samhälle är San Pedro Pochutla, 2,2 km sydväst om Corcovado Petaca. Omgivningarna runt Corcovado Petaca är en mosaik av jordbruksmark och naturlig växtlighet.